# NGC 4000
NGC 4000是一個側面螺旋星系，位於獅子座。
NGC 4000相對於宇宙微波背景的速度為4848±22公里/秒，對應的哈伯距離為71.5±5.0Mpc (∼2.33億光年)。
NGC 4000由愛爾蘭天文學家勞倫斯·帕森斯（Lawrence Parsons）於1878年發現。